# خط طول 144° شرق
خط طول 144° شرق هو أحد خطوط الطول الجغرافية، والتي تمتد من القطب الشمالي الجغرافي إلى القطب الجنوبي الجغرافي، وحسب التحويل الزمني يتقدم خط طول 144° شرق عن خط غرينتش بـ9 ساعات و36 دقيقة.

## من القطب إلى القطب
ينطلق خط طول 144° شرق من القطب الشمالي نحو القطب الجنوبي مرورا بالمناطق التي ترد في الجدول التالي:
| الإحداثيات                           | البلد أو الإقليم أو البحر | ملاحظات |
| ------------------------------------ | ------------------------- | --- |
| 90°0′N 144°0′E / 90.000°N 144.000°E  | المحيط المتجمد الشمالي    | |
| 75°49′N 144°0′E / 75.817°N 144.000°E | روسيا                     | ياقوتيا — جزيرة كوتيلني، جزر سيبيريا الجديدة |
| 75°1′N 144°0′E / 75.017°N 144.000°E  | بحر سيبيريا الشرقي        | |
| 72°40′N 144°0′E / 72.667°N 144.000°E | روسيا                     | ياقوتيا خاباروفسك كراي — من 61°45′N 144°0′E / 61.750°N 144.000°E |
| 59°24′N 144°0′E / 59.400°N 144.000°E | بحر أوخوتسك               | |
| 49°57′N 144°0′E / 49.950°N 144.000°E | روسيا                     | ساخالين أوبلاست — جزيرة سخالين |
| 49°16′N 144°0′E / 49.267°N 144.000°E | بحر أوخوتسك               | |
| 44°8′N 144°0′E / 44.133°N 144.000°E  | اليابان                   | هوكايدو — جزيرة هوكايدو |
| 42°55′N 144°0′E / 42.917°N 144.000°E | المحيط الهادئ             | مرورا بشرق Woleai atoll, ولايات ميكرونيسيا المتحدة (في 7°20′N 144°0′E / 7.333°N 144.000°E) · مرورا بغرب the Ninigo Islands, بابوا غينيا الجديدة (في 1°28′S 144°1′E / 1.467°S 144.017°E) · مرورا بغرب the Schouten Islands, بابوا غينيا الجديدة (في 3°12′S 144°3′E / 3.200°S 144.050°E) |
| 3°48′S 144°0′E / 3.800°S 144.000°E   | بابوا غينيا الجديدة       | |
| 7°44′S 144°0′E / 7.733°S 144.000°E   | بحر المرجان               | مرورا بغرب Murray Island، كوينزلاند, أستراليا (في 9°55′S 144°2′E / 9.917°S 144.033°E) |
| 14°29′S 144°0′E / 14.483°S 144.000°E | أستراليا                  | كوينزلاند نيوساوث ويلز — من 29°0′S 144°0′E / 29.000°S 144.000°E فيكتوريا (أستراليا) — من 35°33′S 144°0′E / 35.550°S 144.000°E |
| 38°31′S 144°0′E / 38.517°S 144.000°E | باس (مضيق)                | |
| 39°36′S 144°0′E / 39.600°S 144.000°E | أستراليا                  | تاسمانيا — جزيرة كينج ايسلند |
| 40°6′S 144°0′E / 40.100°S 144.000°E  | المحيط الهندي             | Australian authorities consider this to be part of the المحيط الجنوبي[1][2] |
| 60°0′S 144°0′E / 60.000°S 144.000°E  | المحيط الجنوبي            | |
| 67°5′S 144°0′E / 67.083°S 144.000°E  | القارة القطبية الجنوبية   | الإقليم الأسترالي في القارة القطبية الجنوبية، المطالب الإقليمية بالقارة القطبية الجنوبية by أستراليا |